# JS Saint-Pierroise
El Jeunesse Sportive Saint-Pierroise és un equip de futbol de l'Illa de la Reunió que juga en la Primera Divisió de les Illes Reunió, la màxima categoria de futbol en el departament d'ultramar de França. Va ser fundat el 1956 a l'illa de Sant-Pierre i és l'equip més guanyador en la història de l'Illa de la Reunió, guanyant 21 tornejos de lliga, 11 copes locals i 3 copes menors. Ha participat en les competències de la Federació Francesa de Futbol, on ha guanyat 2 sèries d'eliminació.

## Palmarès
- Primera Divisió de l'Illa de la Reunió: 21[1]

1956, 1957, 1959, 1960, 1961, 1971, 1972, 1973, 1975, 1976, 1978, 1989, 1990, 1993, 1994, 2008, 2015, 2016-17, 2017, 2018, 2019
- Copa de l'Illa de la Reunió: 11[2]

1959, 1962, 1971, 1980, 1984, 1989, 1992, 1993, 1994, 2018, 2019
- Copa D.O.M: 3[3]

1990, 1991, 1995

## Participació en Competicions de la CAF[calcitació]
| Temporada | Torneig                         | Ronda      | Club                 | Local | Visita | Global  |
| --------- | ------------------------------- | ---------- | -------------------- | ----- | ------ | ------- |
| 1994      | Copa Africana de Clubs Campions | Preliminar | Mbabane Swallows     | 4-0   | 2-2    | 6-2     |
| 1994      | Copa Africana de Clubs Campions | 1          | CD Costa do Sol      | 3-2   | 0-2    | 3-4     |
| 1995      | Copa Africana de Clubs Campions | 1          | RLDF                 | 4-0   | 2-2    | 6-2     |
| 1995      | Copa Africana de Clubs Campions | 2          | Ismaily SC           | 1-3   | 0-5    | 1-8     |
| 1997      | Lliga de Campions de la CAF     | 1          | Sunrise Flacq United | 3-0   | 0-1    | 3-1     |
| 1997      | Lliga de Campions de la CAF     | 2          | Club Africain        | 0-5   | 1-6    | 1-11    |
| 2002      | Copa CAF                        | 1          | AS ADEMA             | 2-1   | 0-1    | 2-2 (a) |
| 2007      | Lliga de Campions de la CAF     | Preliminar | GD Maputo            | 1     | 1      | 1       |

1- JS Saint-Pierroise va abandonar el torneig.

## L'equip en l'estructura del futbol francès[calcitació]
- Copa de França: 5 aparicions

1964/65, 1971/72, 1976/77, 1977/78, 1989/90
- Sèries guanyades:

1977/78 JS Saint-Pierroise 3-1 FC Yonnais (ronda 7)
1989/90 JS Saint-Pierroise 1-1 Le Mans UC 72 (aet), (ronda 8)